# علی‌محمد ورقا

میرزاعلی‌محمد ورقا یزدی و فرزندش روح‌الله ورقا یزدی، در غل و زنجیر که سرانجام، به دلیل روی‌گردانی از دین اسلام، در سال ۱۸۹۶ میلادی سلاخی شدند.

میرزا علی‌محمد ورقا مشهور به جناب ورقای یزدی، یکی از ۱۹ نخستین حواریون بهاالله بود.
او شاعر، طبیب، خطیب، عارف و تا پیش از گرویدن به آیین بیانی، یکی از مبلغان طراز اوّل شهر یزد به‌شمار می‌آمد.
در پی ترور ناصرالدین‌شاه قاجار توسط میرزا رضا کرمانی در ۱۷ ذیقعدهٔ ۱۳۱۳ هجری قمری، حاجب‌الدوله به‌گمان این‌که شاه را بابی‌ها کشته‌اند، شبانه به اتفاق چند میرغضب و فراش به زندان تهران رفت و به قتل‌عام بابیان زندانی مشغول شد. وی شخصاً میرزا علی‌محمد ورقا را در پیشِ روی روح‌الله، پسر دوازده ساله‌اش سلاخی‌کرد. روح‌الله در تکاپو برای رسیدن به بالین پدر، خود را به کشتن داد.
فرزند ملا مهدی یزدی، پدر میرزا ولی‌الله خان ورقا و روح‌الله ورقا و پدربزرگ علی‌محمد ورقا (ایادی امرالله) است. علی‌محمد ورقا، از ایادی امرالله، نام خود را از پدربزرگش یعنی جناب ورقا گرفته بود.